# Mati Diop
Mati Diop (Parigi, 22 giugno 1982) è un'attrice, regista e sceneggiatrice francese di origini senegalesi.
Nel 2019 ha vinto il Grand Prix Speciale della Giuria al Festival di Cannes col suo lungometraggio d'esordio, Atlantique, mentre nel 2024 ha vinto l'Orso d'oro al Festival di Berlino con Dahomey.

## Biografia
Figlia di madre francese e padre senegalese, il musicista Wasis Diop, è la nipote del regista Djibril Diop Mambéty. Studia al laboratorio di ricerca artistica del Palais de Tokyo e al centro di studi nazionale d'arti contemporanee Le Fresnoy, laureandosi nel 2007.
Esordisce nel mondo del cinema nel 2008, recitando nel film di Claire Denis 35 rhums, per il quale riceve una candidatura al premio Lumière per la migliore promessa femminile. Lo stesso anno annuncia a Cannes di voler dirigere Mille soleils, un mediometraggio documentario sul film dello zio Djibril Touki Bouki (1973), uscito poi nel 2013. Nel decennio successivo prosegue sporadicamente la carriera d'attrice, tra cui in Simon Killer di Antonio Campos, dedicandosi alla regia di cortometraggi.
Nel 2019, Diop riesce a trasformare uno di questi, Atlantiques, in un lungometraggio, Atlantique, con cui diventa la prima donna nera a concorrere e vincere il Grand Prix Speciale della Giuria al Festival di Cannes. Distribuito a livello internazionale da Netflix, il film arriva fin quasi a far parte dei cinque candidati finali all'Oscar al miglior film internazionale. Lo stesso anno, Vanity Fair la inserisce nella propria lista dei cinquanta francesi più influenti al mondo.
Il 18 febbraio 2024, ha ufficialmente presentato il suo secondo film, Dahomey, in concorso alla 74ª edizione del Festival internazionale del cinema di Berlino. Il film è stato poi distribuito nelle sale francesi a partire dal 25 settembre dello stesso anno.

## Filmografia parziale

### Attrice
- 35 rhums, regia di Claire Denis (2008)
- Yoshido, regia di Sébastien Betbeder (2009)
- A History of Mutual Respect, regia di Gabriel Abrantes e Daniel Schmidt (2010)
- Sleepwalkers, regia di Thierry de Pieretti, (2011)
- Simon Killer, regia di Antonio Campos (2012)
- Fort Buchanan, regia di Benjamin Crotty (2014)
- L for Leisure, regia di Lev Kalman e Whitney Horn (2014)
- Hermia & Helena, regia di Matías Piñeiro (2016)
- Incroci sentimentali (Avec amour et acharnement), regia di Claire Denis (2022)

### Regista

#### Cortometraggi
- Atlantiques (2009)
- Snow Canon (2011)
- Big in Vietnam (2012)
- Mille soleils – mediometraggio (2013)
- Liberian Boy (co-regia Manon Lutanie) (2015)
- Olympus (2017)
- In My Room (2020)
- Naked Blue (co-regia Manon Lutanie) (2022)

#### Lungometraggi
- Atlantique (2019)
- Dahomey (2024)

## Riconoscimenti
- Premio César
  - 2020 – Candidatura alla migliore opera prima per Atlantique
- Chicago Film Critics Association Awards
  - 2019 – Candidatura al premio Milos Stehlik al miglior regista rivelazione per Atlantique
- European Film Awards
  - 2019 – Candidatura alla miglior rivelazione per Atlantique
- Festival di Cannes
  - 2019 – Grand Prix Speciale della Giuria per Atlantique
- Premio Lumière
  - 2010 – Candidatura alla premio Lumière per la migliore promessa femminile per 35 rhums
  - 2020 – Candidatura alla migliore opera prima per Atlantique